# تاكايوكي كاناموري
تاكايوكي كاناموري (باليابانية: 金森敬之؛ بالكانا: かなもり たかゆき) هو لاعب كرة قاعدة ياباني، ولد في 24 يوليو 1985 في فوجيديرا في اليابان.

## وصلات خارجية
- تاكايوكي كاناموري على موقع الدوري الياباني لكرة القاعدة (الإنجليزية)
- تاكايوكي كاناموري على موقعبيزبول رفرنس.كوم (الدوري الثانوي) (الإنجليزية)